# Sister Bernard Ncube
Sister Mary Bernard Ncube (1932–2012) là một nữ tu Nam Phi và nhà hoạt động chống phân biệt chủng tộc. Là một nữ tu Công giáo, bà thường phải đối mặt với những lời chỉ trích từ nhà thờ về tư tưởng chính trị của mình, bao gồm cả lập trường tự do hơn về phá thai. Vì các hoạt động chống phân biệt chủng tộc, bà thường bị bắt và có lẽ là nữ tu đầu tiên bị bắt ở Nam Phi.

## Tiểu sử
Ncube sinh năm 1932 tại Johannesburg. bà đã lấy được bằng thần học tại Đại học Roma ở Lesoto và gia nhập Dòng Công giáo Đồng hành năm 1955. Bà làm giáo viên cho đến năm 1960.
Ncube sống tại Tu viện Thánh Mary ở Kagiso, nơi bà được biết đến với cộng đồng là Mma Rona (Mẹ của chúng tôi). Ncube đã giúp thành lập Liên đoàn Phụ nữ Transvaal (FEDTRAW). Trước đây, bà đã rất tích cực với các nhóm thanh niên ở Kagiso. Năm 1984, bà trở thành chủ tịch của FEDTRAW.
Năm 1983, bà bị bắt và bị kết án bốn tháng trong tù vì sở hữu "văn chương bị cấm." Vật phẩm mà bà sở hữu là một cuốn sách nhỏ do Quốc hội Châu Phi (ANC) xuất bản, đã bị đặt ngoài vòng pháp luật ở Nam Phi.
Năm 1986, Ncube bị bắt vì tham dự một buổi họp mặt của Đảng Dân chủ Thống nhất (UDF), và sau đó được cho tại ngoại 200 đô la với tội danh tham dự một cuộc tụ tập bất hợp pháp. Không lâu sau, cảnh sát với những con chó đột kích tu viện của bà và lấy hơn 70 tài liệu, nhiều tài liệu liên quan đến UDF. Vào tháng 3 năm 1986, một quả bom xăng đã được ném vào phòng tu viện của bà, may mắn không làm hại ai. Cuối năm đó, vào tháng 6, bà bị giam giữ một lần nữa và "bị biệt giam theo Mục 29 của Đạo luật An ninh Nội bộ trong hơn một năm." Trong thời gian đó, bà không được tiếp cận với các vật tư y tế cần thiết hoặc loại chế độ ăn uống đặc biệt cần thiết. Cuối cùng, bà được tại ngoại. Ncube đã bị cấm đến Kagiso vào năm 1987. Vào ngày 17 tháng 3 năm 1988, chính phủ đã bỏ các cáo buộc chống lại bà.
Năm 1989, bà là thành viên của phái đoàn UDF để gặp Tổng thống George Bush. Ncube đã đi "tour diễn toàn quốc" của Hoa Kỳ và được tài trợ bởi Global Exchange vào năm 1990. Năm 1991, bà bắt đầu làm thành viên của Ủy ban điều hành quốc gia về ANC.
Ncube được bầu vào Quốc hội năm 1994 và chủ trì ủy ban danh mục đầu tư về nghệ thuật và văn hóa. Bà trở thành thị trưởng của đô thị West Rand năm 2002.

### Trích dẫn
1. 1 2  Moshenberg, Sammie (ngày 2 tháng 9 năm 2012). "Hamba Kahle Sister Bernard Ncube". Women In and Beyond the Global. Truy cập ngày 16 tháng 9 năm 2016.
2. 1 2  "National Newsbriefs". The Catholic Advance. ngày 24 tháng 3 năm 1988. Truy cập ngày 16 tháng 9 năm 2016 – qua Newspapers.com.
3. 1 2 3 4 5  "Sister Bernard Ncube". South African History Online. ngày 17 tháng 2 năm 2011. Truy cập ngày 16 tháng 9 năm 2016.
4. 1 2 3 4 5  Davis, Jennifer (tháng 5 năm 1988). A Woman's Place Is In the Struggle - Not Behind Bars (PDF) (pamphlet). The Federation of Transvaal Women. tr. 18–19.{{Chú thích sách}}:  Quản lý CS1: năm (liên kết)
5. ↑  "Sister Ncube Described as Champion of Women's Rights". SABC. ngày 7 tháng 9 năm 2012. Bản gốc lưu trữ ngày 16 tháng 2 năm 2017. Truy cập ngày 16 tháng 9 năm 2016.
6. ↑  "Black South African Nun Jailed for Radical Papers". Jet. Quyển 65 số 20. ngày 23 tháng 1 năm 1984. tr. 24. Truy cập ngày 16 tháng 9 năm 2016.
7. 1 2  Van Kessel 2000, tr. 159.
8. ↑  "South African Nun Convicted Of Having an Illegal Pamphlet". The New York Times. ngày 9 tháng 12 năm 1983. Truy cập ngày 16 tháng 9 năm 2016.
9. ↑  Parks, Michael (ngày 11 tháng 1 năm 1986). "6 Lawmakers End S. Africa Trip, Insisting on Sanctions". Los Angeles Times. Truy cập ngày 16 tháng 9 năm 2016.
10. ↑  "Seven Miners Die in S. African Fight". Santa Cruz Sentinel. ngày 20 tháng 1 năm 1986. Truy cập ngày 16 tháng 9 năm 2016 – qua Newspapers.com.
11. ↑  "The World". Los Angeles Times. ngày 25 tháng 3 năm 1986. Truy cập ngày 16 tháng 9 năm 2016.
12. ↑  "Recent Meetings". ASA News: For African Studies Association Members. Quyển 23 số 1. tháng 1 năm 1990. tr. 27.
13. ↑  "Zuma Saddened by Death of Sister Bernard Ncube". Mail & Guardian. ngày 1 tháng 9 năm 2012. Truy cập ngày 16 tháng 9 năm 2016.

## Liên kết mở rộng
- Transcript of Ncube's 1983 trial (starts on p. 17)